# Peter Lord
Peter Lord, född 4 november 1953 i Bristol, är en brittisk filmproducent och regissör. Tillsammans med David Sproxton grundade han 1972 företaget Aardman Animations.

## Filmografi (urval)
- 1993 - Inte utan min handväska
- 1993 - Wallace & Gromit: Fel brallor
- 1995 - Wallace & Gromit: Nära ögat
- 1996 - Wats gris
- 2000 - Flykten från hönsgården
- 2005 - Wallace & Gromit: Varulvskaninens förbannelse